# Cap Tcheliouskine
Pour les articles homonymes, voir Tcheliouskine.
Le cap Tcheliouskine (en russe : мыс Челюскина) (77° 43′ 23″ N, 104° 15′ 23″ E) est le point le plus septentrional du continent eurasiatique et de la Russie continentale, à 1 371 km du pôle Nord. Il est situé à la pointe de la péninsule de Taïmyr, dans le kraï de Krasnoïarsk, en Russie. Le cap Tcheliouskine borde la mer de Kara et est séparé de l'archipel de la terre du Nord par le détroit de Vilkitski. Initialement appelé cap du Nord-Est, il fut rebaptisé en 1842 en l'honneur de Semion Tcheliouskine, qui a décrit cette région qu'il explora en mai 1742.
En 1919, le Maud, navire de l'explorateur norvégien Roald Amundsen, laissa deux hommes, Peter Tessem et Paul Knutsen, au cap Tcheliouskine, après y avoir hiverné. Le Maud continua sa route vers l'est, dans la mer des Laptev et les hommes reçurent pour instruction d'attendre que la mer de Kara soit prise par les glaces, pour atteindre Dikson par traineau avec le courrier d'Amundsen. Mais les deux hommes disparurent mystérieusement. En 1922, une expédition soviétique conduite par Nikifor Beguitchev partit à leur recherche à la demande du gouvernement norvégien, mais sans succès.
Une base de recherches météorologique et hydrologique, la Station polaire du cap Tcheliouskine, fut construite en 1932 et dirigée par Ivan Papanine. Elle fut rebaptisée Observatoire hydrométéorologique E. K. Fiodorov en 1983.
Au cap Tcheliouskine se trouve le terrain d'aviation situé le plus au nord de l'Eurasie[réf. nécessaire].

## Climat
| Mois                                        | jan.       | fév.       | mars       | avril      | mai        | juin      | jui.      | août      | sep.       | oct.       | nov.       | déc.       | année      |
| ------------------------------------------- | ---------- | ---------- | ---------- | ---------- | ---------- | --------- | --------- | --------- | ---------- | ---------- | ---------- | ---------- | ---------- |
| Température minimale moyenne (°C)           | −30,5      | −30,2      | −28,5      | −21,7      | −11,4      | −2,3      | 0         | 0,1       | −3         | −12,4      | −21,9      | −27,4      | −15,8      |
| Température moyenne (°C)                    | −27,2      | −27,1      | −25,1      | −18,6      | −9,1       | −0,9      | 1,5       | 1,6       | −1,4       | −9,6       | −18,7      | −24,4      | −13,3      |
| Température maximale moyenne (°C)           | −24        | −23,9      | −21,7      | −15,2      | −6,8       | 0,8       | 3,5       | 3,6       | 0,2        | −7,2       | −15,6      | −21,3      | −10,6      |
| Record de froid (°C) date du record         | −48,8 1951 | −45,8 1951 | −45,9 1964 | −41,7 1939 | −28,9 1979 | −18 1964  | −5,6 1949 | −9 1977   | −21,2 1994 | −33,6 1992 | −41,9 1964 | −45,6 1978 | −48,8 1951 |
| Record de chaleur (°C) date du record       | 0,3 1942   | −0,5 1945  | −0,4 1991  | 6,3 2011   | 8,2 1943   | 15,6 2018 | 23,3 2000 | 21,6 1982 | 13,4 1936  | 5,4 2009   | 0,2 2010   | −0,6 2011  | 23,3 2000  |
| Ensoleillement (h)                          | 0          | 3          | 101        | 273        | 175        | 128       | 124       | 75        | 26         | 9          | 0          | 0          | 914        |
| Précipitations (mm)                         | 11         | 12         | 12         | 14         | 15         | 14        | 27        | 32        | 23         | 22         | 15         | 13         | 210        |
| Record de pluie en 24 h (mm) date du record | 23 1987    | 21 1988    | 26 1964    | 32 1976    | 13 1961    | 25 1979   | 28 1991   | 33 1943   | 29 1940    | 25 1956    | 12 1960    | 18 1959    | 33 1943    |
| Nombre de jours avec précipitations         | 0          | 0          | 0          | 0          | 0          | 6         | 13        | 13        | 6          | 1          | 0          | 0          | 39         |
| Humidité relative (%)                       | 83         | 83         | 82         | 84         | 86         | 90        | 93        | 94        | 91         | 86         | 84         | 83         | 87         |
| Nombre de jours avec neige                  | 16         | 17         | 16         | 15         | 22         | 15        | 8         | 10        | 20         | 25         | 21         | 17         | 202        |
| Nombre de jours d'orage                     | 0          | 0          | 0          | 0          | 0          | 0         | 0         | 0,1       | 0          | 0          | 0          | 0          | 0,1        |
| Nombre de jours avec brouillard             | 0,1        | 0,1        | 0,2        | 0,4        | 2          | 7         | 13        | 13        | 6          | 1          | 0          | 0,1        | 43         |

| Diagramme climatique                                  |              |              |              |             |           |        |          |         |             |              |              |
| J                                                     | F            | M            | A            | M           | J         | J      | A        | S       | O           | N            | D            |
| −24−30,511                                            | −23,9−30,212 | −21,7−28,512 | −15,2−21,714 | −6,8−11,415 | 0,8−2,314 | 3,5027 | 3,60,132 | 0,2−323 | −7,2−12,422 | −15,6−21,915 | −21,3−27,413 |
| Moyennes : • Temp. maxi et mini °C • Précipitation mm |              |              |              |             |           |        |          |         |             |              |              |